# Tomás Eloy Martínez
Tomás Eloy Martínez (San Miguel de Tucumán, 16 de julio de 1934 - Buenos Aires, 31 de enero de 2010) fue un escritor y periodista argentino, guionista de cine y ensayista. Fue el primer director periodístico del noticiero Telenoche. Como editor de revistas, puso por primera vez en su país a un escritor en portada, el caso de Jorge Luis Borges en Primera Plana. Sus obras con mayor reconocimiento internacional son La novela de Perón (1985) y Santa Evita (1995). 
En su obra se diluyen las fronteras entre el periodismo y la literatura. Las crónicas de libros como La pasión según Trelew, Lugar común la muerte, El sueño argentino o Réquiem por un país perdido, son un ejemplo de esa realidad narrada como historias de ficción.

## Biografía

### Primeros años
Estudió en el Gymnasium de la Universidad Nacional de Tucumán (UNT) y se graduó como licenciado en Literatura española y latinoamericana en la misma universidad. En 1970, obtuvo una Maestría en Literatura en la Universidad de París VII. En su provincia natal ganó premios tempranos con sus poemas y cuentos.
Las redacciones de semanarios como Primera Plana y Panorama, y de diarios como La Opinión, contaron con su mirada incisiva y sin mordazas. En Buenos Aires ocupó los cargos de:
- Crítico de cine para el diario La Nación (1957-1961)
- Jefe de redacción del semanario Primera Plana (1962-1969)
- Entre 1969 y 1970 fue corresponsal de la editorial Abril en Europa, con sede en París,
- Director del semanario Panorama (1970-1972)
- Dirigió el suplemento cultural del diario La Opinión (1972-1975)

### Exilio en Venezuela
Tras las amenazas de la Triple A, entre 1975 y 1983 vivió exiliado en Caracas (Venezuela); allí desempeñó los cargos de:
- Editor del Papel Literario del diario El Nacional (1975-1977)
- Asesor de la Dirección de ese mismo diario (1977-1978)
- Fundador de El Diario de Caracas, del que fue director de Redacción (1979)

En 1991, participó en la creación del diario Siglo 21 de Guadalajara, México, que salió hasta diciembre de 1998. Quedó trunco un proyecto de Gabriel García Márquez, quien lo había convocado para crear El Otro, su sueño de un periódico propio.
En Venezuela escribió el guion de La casa de agua, de Jacobo Penzo, sobre la vida del poeta Cruz Salmerón.

### Regreso y partida
Fue parte de la Cooperativa de Periodistas Independientes que editaba la revista El Porteño.
En junio de 1991, creó el suplemento literario Primer Plano del diario Página/12 de Buenos Aires, que dirigió hasta agosto de 1995. 
Desde mayo de 1996, fue columnista permanente del diario La Nación de Buenos Aires y de The New York Times Syndicate, que publicó sus artículos en doscientos diarios en América y Europa, como El País, de España.
Maestro de periodistas, participó de la creación y fue miembro del Consejo Rector de la Fundación para el Nuevo Periodismo Iberoamericano (FNPI), y desde 1996 fue colaborador permanente de los diarios La Nación de Argentina, El País de España y The New York Times Syndicate. En 2009 Tomás Eloy Martínez recibió dos reconocimientos que consolidaron su carrera: en España, el Premio Ortega y Gasset a la Trayectoria, y en Argentina, su incorporación como miembro de número en la Academia Nacional de Periodismo.
A su trayectoria se suma una extensa carrera académica, que comprende conferencias y cursos en universidades de Estados Unidos, Europa y América Latina, así como su condición de profesor emérito de la Universidad de Rutgers, en Nueva Jersey, de la que durante más de una década fue director del Programa de Estudios Latinoamericanos.
Pero quizás sea como novelista que alcanzó mayor proyección internacional. Publicó su primera novela, Sagrado, en 1969. Luego vendrían otras, como La mano del amo, El vuelo de la reina –ganadora del Premio Internacional Alfaguara en 2002–, El cantor de tango y Purgatorio. La novela de Perón y Santa Evita –dos títulos que ya son clásicos de la literatura contemporánea– lo convirtieron en uno de los autores más traducidos de la Argentina y en una de las voces más personales de la narrativa de su país. 

### Vida privada
Tomás Eloy Martínez nació el 16 de julio de 1934 en San Miguel de Tucumán, hijo de Baldomero Martínez Castro y Lilia Muiño de Martínez Castro, y hermano de Susana, María Lilia y Juan. De adulto se casó con Lilian von Ziegler, con quien tuvo cuatro hijos: Gonzalo, Tomás, Ezequiel y Paula. Luego tuvo dos hijos –Blas Eloy y Javier– con Blanca Goncalves. Su otra hija fue Sol-Ana, de su tercera esposa, la crítica cinematográfica y profesora venezolana Susana Rotker, a quien conoció en Caracas en 1979 y que murió atropellada por un auto en 2000. Su última pareja fue la periodista Gabriela Esquivada.
Eloy Martínez falleció el 31 de enero de 2010, a los 75 años, de un tumor cerebral a causa de un cáncer que sufrió durante años.

## Académicas
Además de su trayectoria periodística y literaria ha desarrollado una extensa carrera académica que comprende conferencias y cursos en importantes universidades de Europa, Norteamérica y Sudamérica, así como su vinculación como profesor a la Universidad de Maryland (1984-1987). 
Desde julio de 1995, fue profesor distinguido de la Rutgers University de Nueva Jersey y director del Programa de Estudios latinoamericanos de esa universidad.

## Premios y reconocimientos
Ganó en 2002 el Premio Internacional Alfaguara de Novela por El vuelo de la reina.
En 2004 se le otorgó el Diploma al Mérito de los Premios Konex a las Letras en la disciplina Novela: Quinquenio 1994 - 1998.
En 2008, fue galardonado con el Premio Cóndor de Plata a la trayectoria que entrega la Asociación de Cronistas Cinematográficos de la Argentina, la distinción en su tipo más importante del país. El premio fue por su fecunda trayectoria dentro del periodismo y la crítica cinematográfica.
En 2009, resultó premiado por el diario El País de España con el Premio Ortega y Gasset de Periodismo a la Trayectoria Profesional.
Recibió títulos de doctor honoris causa de la Universidad John F. Kennedy de Buenos Aires y de la Universidad de Tucumán.
Ha sido fellow del Wilson Center de Washington D. C., de la Fundación Guggenheim y del Kellogg Institute de la Universidad de Notre Dame, en Indiana.
Fue miembro permanente del Consejo Asesor de la Fundación Nuevo Periodismo Iberoamericano (FNPI), creada por su entrañable amigo Gabriel García Márquez. 
El 24 de junio de 2009, fue incorporado a la Academia Nacional de Periodismo, y en esa ocasión afirmó: "Es un gran honor que se debe, creo, a la persistencia con la que vengo trabajando hace más de medio siglo".

## Obras

### Novelas
- 1969: Sagrado
- 1985: La novela de Perón
- 1991: La mano del amo
- 1995: Santa Evita (la novela argentina más traducida de todos los tiempos[11] y la cuarta novela más vendida en español)[12]
- 2002: El vuelo de la reina (Premio Alfaguara de Novela 2002)
- 2004: El cantor de tango
- 2008: Purgatorio

### Cuentos
- 1979: Lugar común la muerte (relatos de ficción testimonial)
- 2014: Tinieblas para mirar (recopilación de relatos inéditos; libro póstumo)

### Ensayos
- 1961: La obra de Ayala y Torre Nilsson. Estructuras del cine argentino
- 1980: Ramos Sucre. Retrato del artista enmascarado
- 2000: Ficciones verdaderas

### Crónicas
- 1974: La pasión según Trelew
- 1999: El sueño argentino
- 2003: Réquiem por un país perdido (reelaboración y ampliación de El sueño argentino)

### Otros libros
- 1996: Las memorias del general
- 2004: Las vidas del general
- 2006: La otra realidad (antología)
- 2011: Argentina y otras crónicas (ensayos y textos periodísticos)

Es también autor de cuatro guiones para cine, tres de ellos en colaboración con el novelista paraguayo Augusto Roa Bastos, y de varios ensayos incluidos en volúmenes colectivos.

## Filmografía
Guion
- El último piso (1962)
- El terrorista (1962)
- La casa de agua (1984)

Idea original
- La Madre María (1974)

Argumento
- El demonio en la sangre (1964)

Apariciones como él mismo
- Un rey para la Patagonia (documental) (2011)
- José y Pilar (documental) (2010)
- Grandes biografías (serie documental de televisión)
- Evita Perón: The Woman Behind the Myth (1996)